# Nhóm ngôn ngữ Đông Barito
Nhóm ngôn ngữ Đông Barito là một nhóm gồm các ngôn ngữ Dayak thuộc ngữ hệ Nam Đảo, tại Borneo. Thành viên nổi tiếng nhất nhóm là tiếng Malagasy, ngôn ngữ quốc gia của Madagascar. Tên nhóm xuất phát từ sông Barito.

## Phân loại
- Trung-Nam
  - Dusun Deyah
  - Nam: Dusun Malang, Dusun Witu, Ma'anyan, Paku
- Malagasy (gồm phương ngữ Bushi tại Mayotte)
- Bắc: Lawangan, Tawoyan

Nhiều ngôn ngữ được gọi là 'Dusun' vì chúng được nói bởi người Dusun; nhưng không nên nhầm lẫn chúng với nhóm ngôn ngữ Dusun.